# Kalmia latifolia
Kalmia latifolia, auch Breitblättrige Lorbeerrose oder Berglorbeer, Kalmie genannt, ist eine Pflanzenart aus der Gattung Lorbeerrosen (Kalmia) innerhalb der Familie der Heidekrautgewächse (Ericaceae).

## Beschreibung

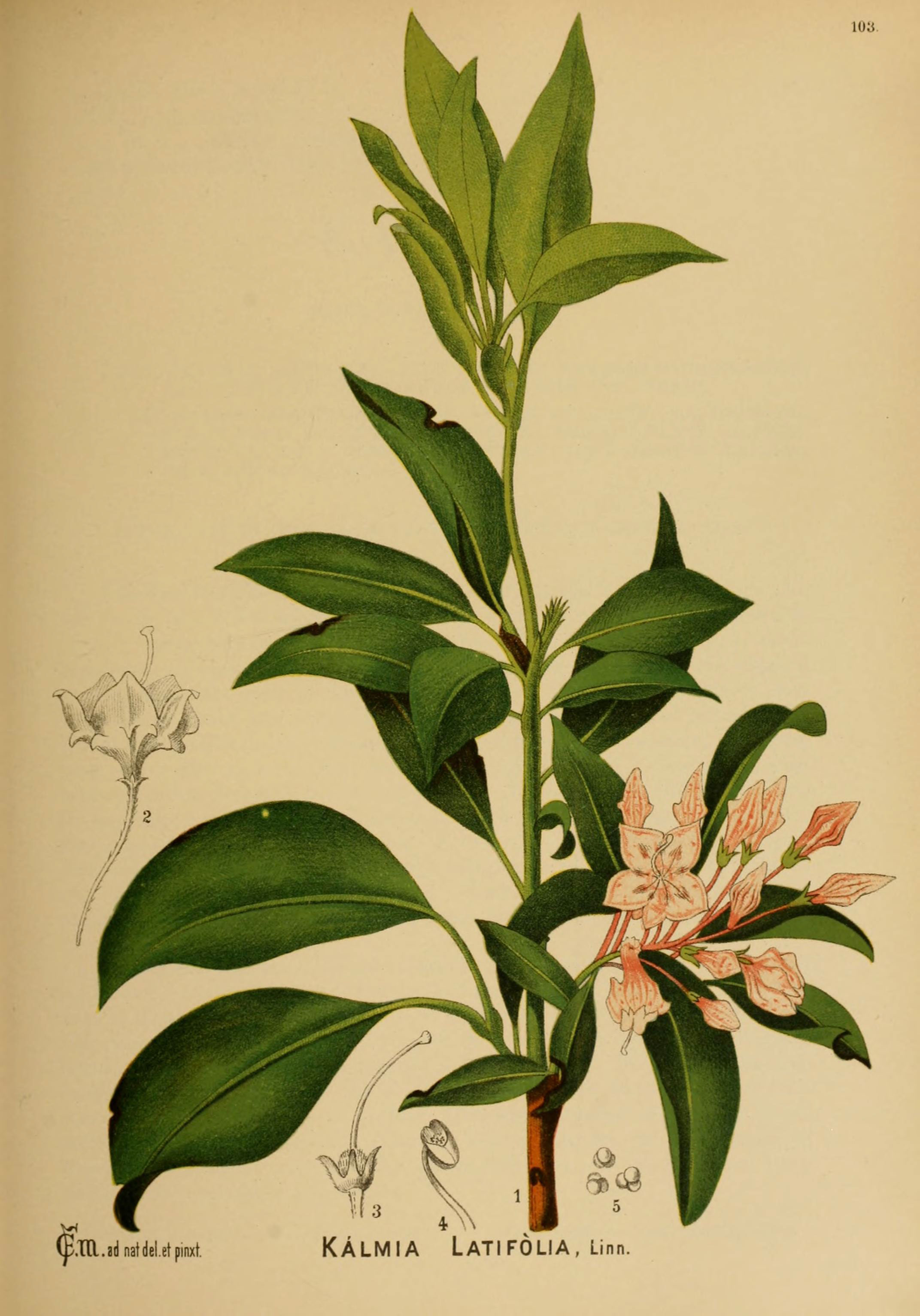
Illustration aus American Medicinal Plants, Tafel 103

### Vegetative Merkmale
Der Berglorbeer wächst als immergrüner Strauch, selten auch als kleiner Baum, und erreicht Wuchshöhen von 1 bis 12, überwiegend von 2 bis 8 Metern. Die Zweige mit rundem Querschnitt sind durch gestielte Drüsen drüsig-klebrig.
Die wechselständig bis quirlig gehäuft angeordneten Laubblätter sind in Blattstiel und -spreite gegliedert. Der Blattstiel ist 1 bis 3 Zentimeter lang. Die einfache, dickledrige, ganzrandige Blattspreite ist bei einer Länge von 4 bis 12 Zentimetern sowie einer Breite von 1,5 bis 5 Zentimetern elliptisch bis lanzettlich oder eiförmig bis verkehrt-eiförmig mit spitzem bis zugespitztem, feinstachelspitzigem oberen Ende. Auch sind die Blätter anfänglich durch Stieldrüsen klebrig und verkahlen dann.

### Generative Merkmale
Die Blütezeit reicht von April bis Juni. Die endständigen, klebrig-drüsig behaarten, schuppigen und dichten, schirmrispigen, -traubigen oder traubigen Blütenstände enthalten jeweils 20 bis 40 Blüten (selten auch weniger). Der schlanke Blütenstiel ist 2 bis 4 Zentimeter lang.
Die zwittrigen, langstieligen, bis 3 Zentimeter großen Blüten sind radiärsymmetrisch und fünfzählig mit doppelter Blütenhülle. Die kurz verwachsenen, kleinen und mehr oder weniger drüsig behaarten Kelchblätter sind grün bis rötlich gefärbt, sie sind eiförmig und am Ende spitz. Die fünf, außen drüsig behaarten, rippigen Kronblätter sind breit glockenförmig, napfförmig verwachsen, mit einer kurzen Kronröhre und kurzen, spitzen Zipfeln. Die Blüten sind meist rosafarben, können aber von weiß bis zu rot verschiedene Farben besitzen. Innseitig sind Taschen für die Staubbeutel und eine rote, wellige Linie am Schlund sowie manchmal auch rote Flecken. Es sind zehn Staubblätter und ein oberständiger, kugeliger, behaarter Fruchtknoten mit langem Griffel und kopfiger Narbe vorhanden. Es ist ein lappiger Diskus vorhanden. In Kultur gibt es verschiedene Cultivare mit dunkleren Blütenfarben bis hin zu Rot und Kastanienbraun.
Die bis 7 Millimeter großen, etwas abgeflacht rundlichen, holzigen, drüsig behaarten, septiziden Kapselfrüchte mit beständigem Kelch und langem Griffel sind fünfkammerig. Die flachen, geflügelten Samen sind nur 0,5 bis 1 Millimeter lang. Die Früchte bleiben noch lange an der Pflanze stehen.

## Blütenökologie

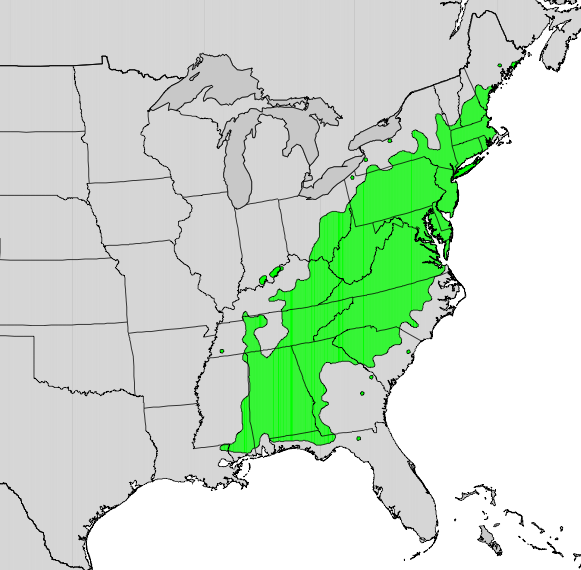
Verbreitungskarte

Kalmia latifolia ist bemerkenswert durch die Methode, ihre Pollen zu verteilen. Während die Blüten wachsen, biegen sich die Staubfäden ihrer Staubblätter nach außen und entwickeln Spannung. Die Staubbeutel liegen bzw. werden dabei in Taschen in den Kronblätter gehalten. Sobald ein Insekt auf der Blüte landet, entlädt sich die Spannung der Staubblätter, die Staubbeutel springen aus den Taschen und sie schleudern so den Pollen auf das Insekt. Experimente ergaben, dass die Blüten ihre Pollen bis zu 15 Zentimeter weit schießen können. Der Physiker Lyman J. Briggs beschäftigte sich in den 1950ern, nach seiner Pensionierung vom National Bureau of Standards, eingehend mit dem Phänomen.

## Vorkommen
Kalmia latifolia ist hauptsächlich in den östlichen Vereinigten Staaten verbreitet. Sie wird dort meist Mountain laurel genannt. Sie kommt zwischen Maine und Florida und im Westen noch in Indiana und Louisiana vor. Kalmia latifolia ist die Staatsblume von Connecticut und Pennsylvania. Mountain-laurel ist auch Namensgeber für die Stadt Laurel (Mississippi) (gegründet 1882). Kalmia latifolia gedeiht in Höhenlagen zwischen 0 und 1900 Metern.
Die Naturstandorte von Kalmia latifolia befinden sich an steinigen Berghängen und als Unterbewuchs in Wäldern. Sie gedeiht auf sauren Böden am besten mit pH-Werten von 4,5–5,5. Oft bildet sie große Dickichte. In den Appalachen erreicht sie gelegentlich Baumhöhe und bildet einen wichtigen Bestandteil der Oak-heath forests. In niedrigen, nassen Gebieten wächst sie sehr dicht, in trockeneren Hochlagen entwickelt sie zunehmend lockeren Wuchs.

## Trivialnamen
Englischsprachige Trivialnamen sind beispielsweise Mountain laurel, Calico-bush, Ivybush, Sheep laurel, Lambkill, Clamoun, Spurwood („Sporenholz“) und Spoonwood („Löffelholz“). Die beiden letzten Namen gehen darauf zurück, dass die Indianer einst ihre Sporen und ihre Löffel daraus fertigten.

## Botanische Geschichte
Diese Art wurde in Amerika zuerst 1624 von dem englischen Abenteurer John Smith erwähnt, aber später nach Pehr Kalm benannt, der Proben an Carl von Linné sandte.

## Galerie

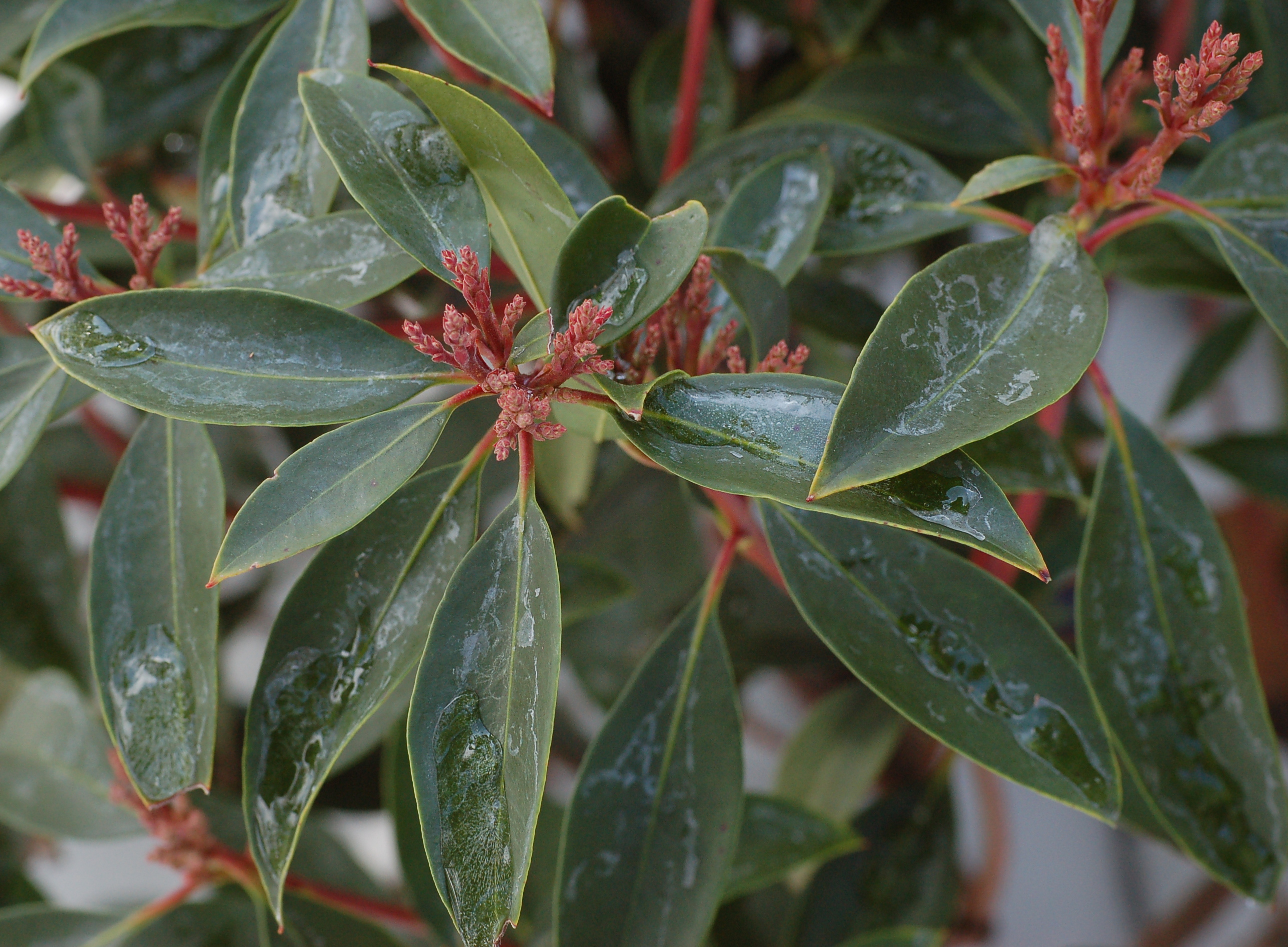
Laubblätter und erste Knospen der Sorte ‘Olympic Wedding’
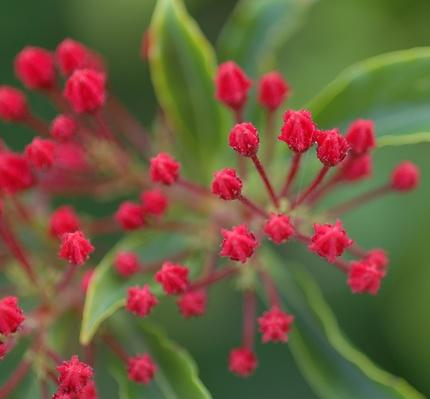
Knospen
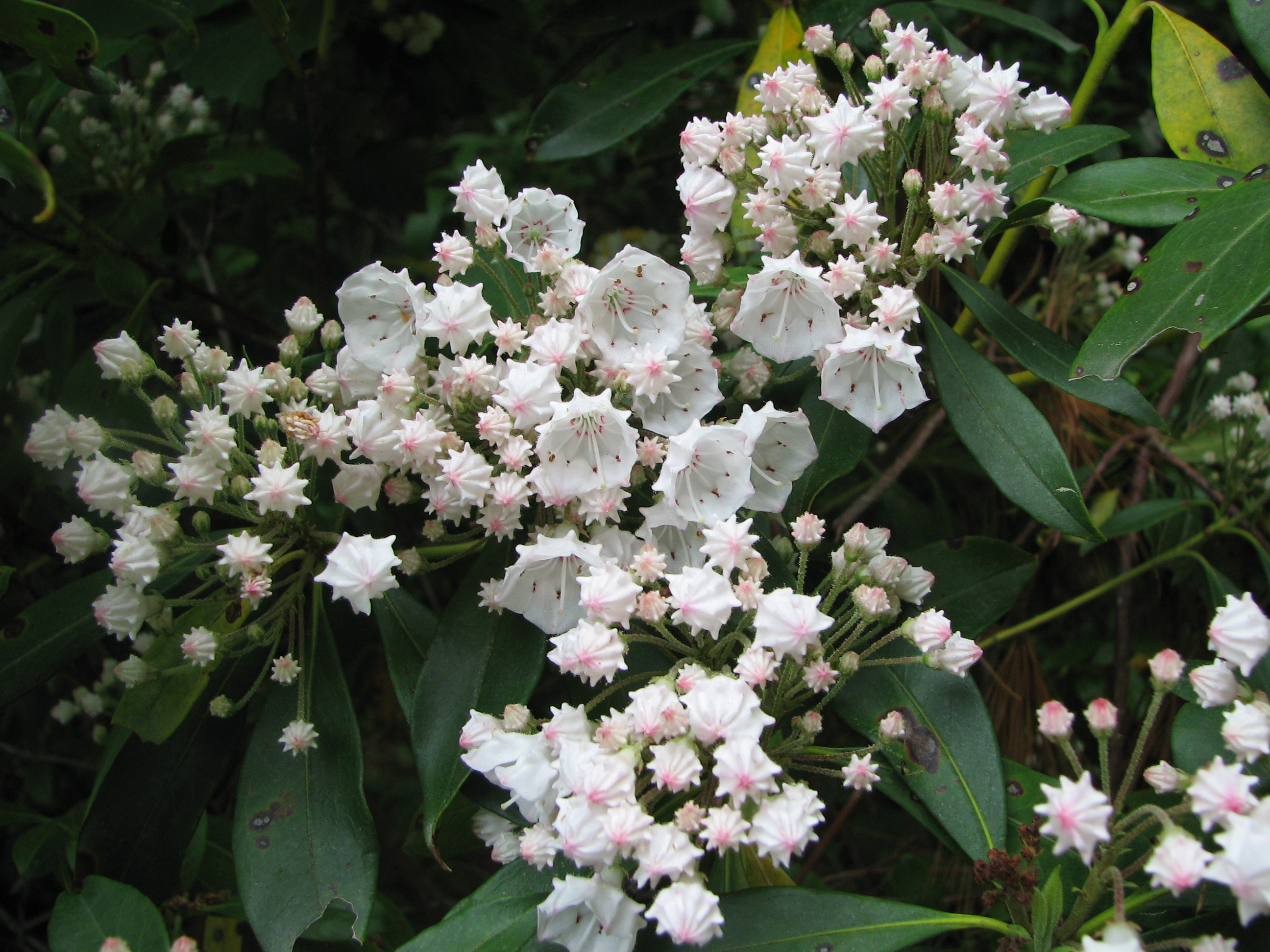
Erblühen
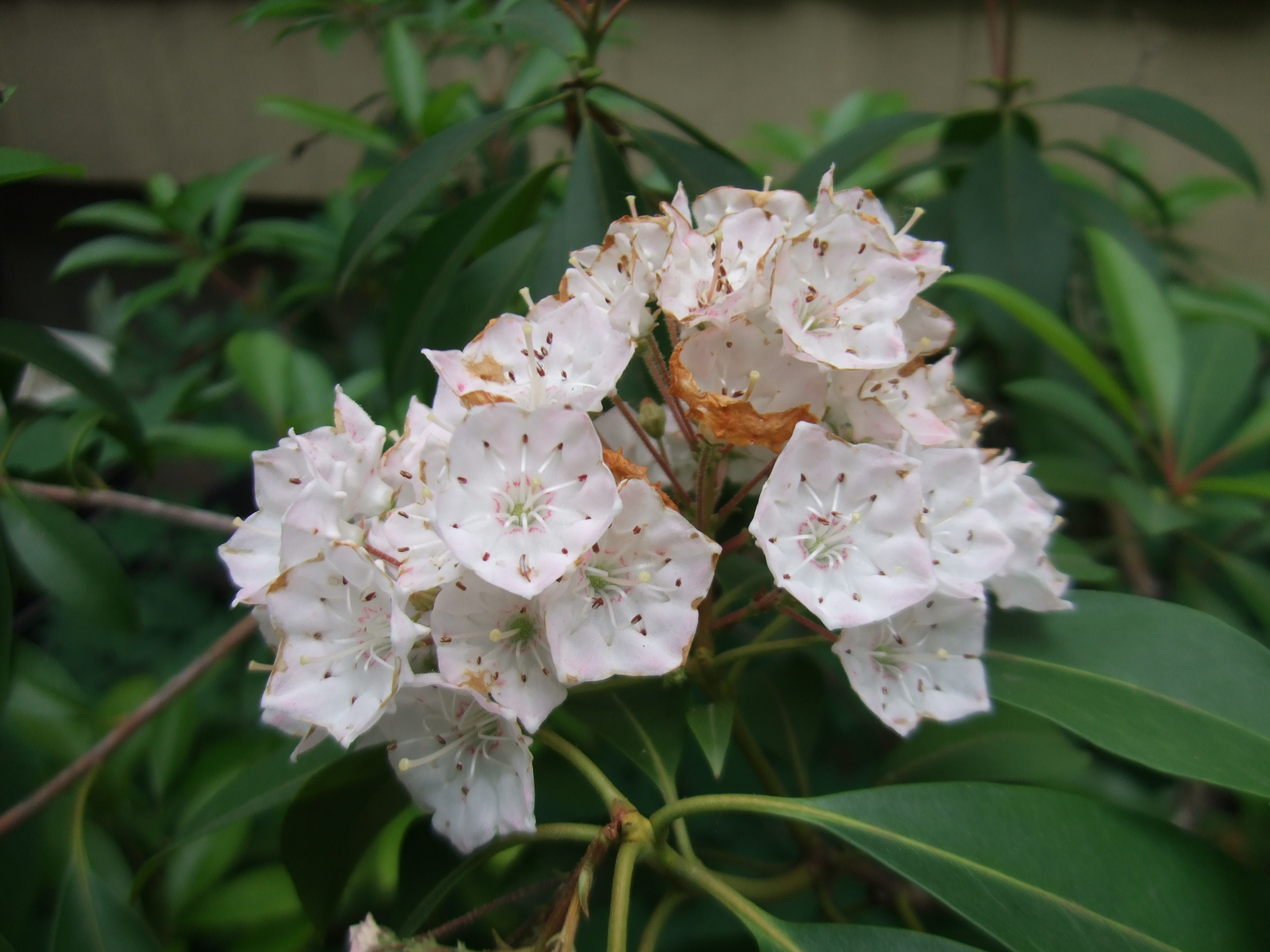
Volle Blüte
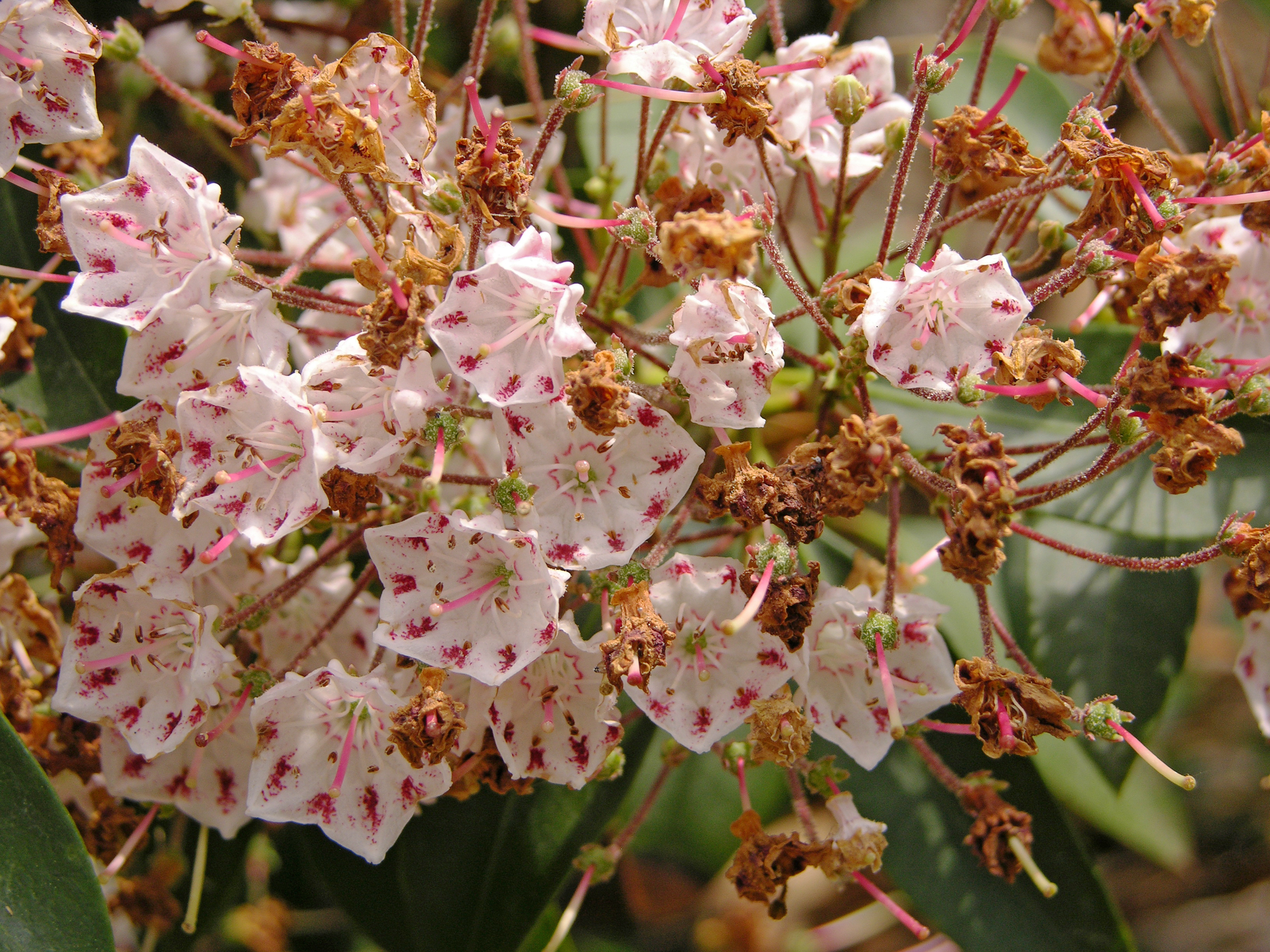
Blühende und verblühte Blüten an einem Blütenstand der Sorte ‘Olympic Wedding’

## Nutzung

### Verwendung als Zierpflanze
Die Breitblättrige Lorbeerrose wurde im 18. Jahrhundert als Zierpflanze nach Europa importiert. Wegen seiner schönen Blüten wird sie gepflanzt. Es gibt eine ganze Reihe Cultivare mit unterschiedlichen Blütenfarben. Viele davon entstammen der Connecticut Experiment Station in Hamden oder aus der Pflanzschule von Richard Jaynes. Jaynes hat viele Cultivare benannt und gilt als Autorität auf dem Gebiet der Kalmia latifolia.
Der Cultivar ‘Pink Charm’ hat den Award of Garden Merit der Royal Horticultural Society gewonnen.

### Holz

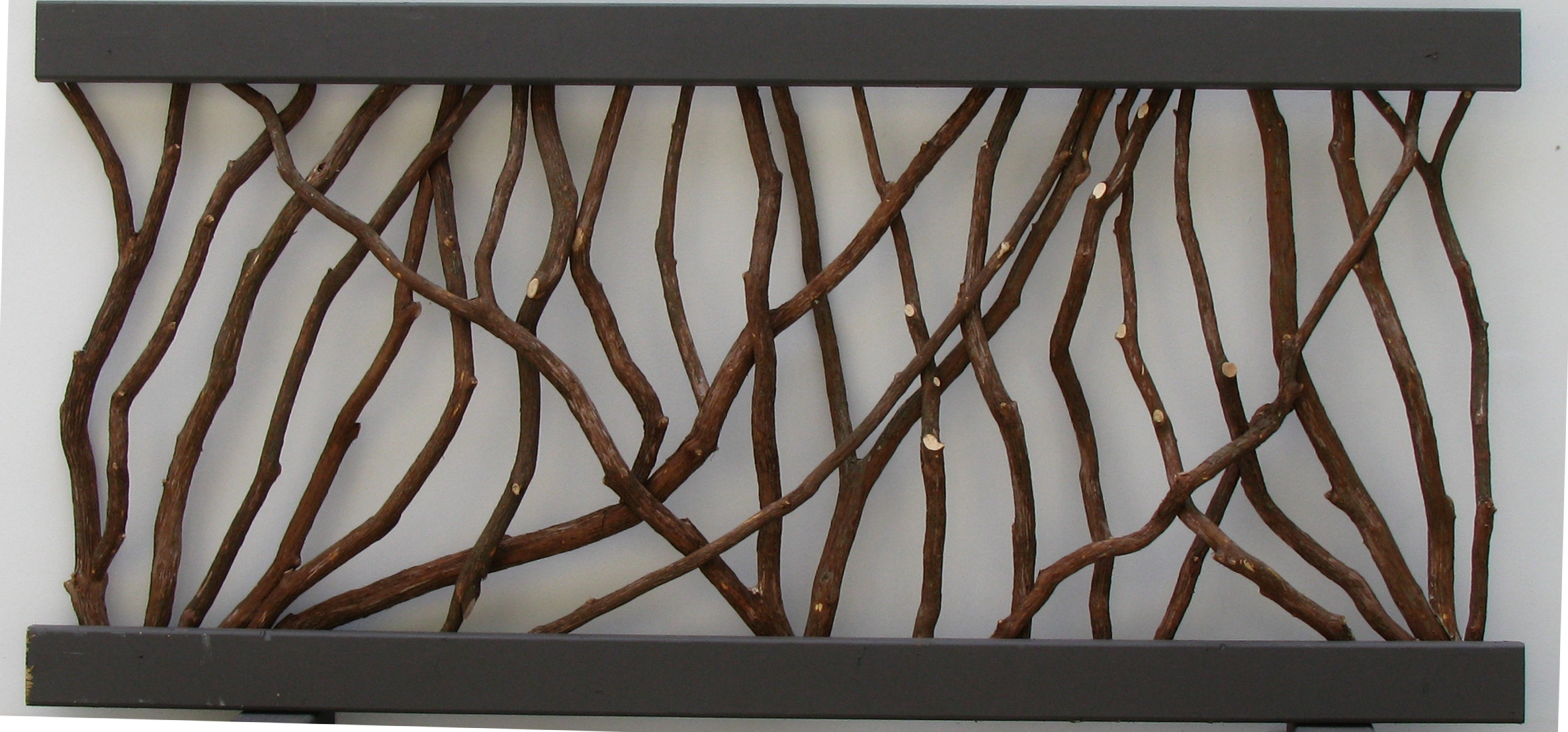
Geländer aus Zweigen des Berglorbeers

Das Holz des Berglorbeers ist mittelschwer und recht hart, aber spröde, mit einer engen, geraden Maserung. Es wurde nie zu kommerziellen Zwecken genutzt, weil es nicht in größeren Mengen vorkommt. Aber es ist gebräuchlich für Kränze, Möbel, Gefäße und Haushaltsgegenstände. Im frühen 19. Jahrhundert wurde es in Holzuhren verwendet. Maserknollen fanden Verwendung als Pfeifenköpfe. Die Äste finden auch Verwendung als Handläufe und Geländer.

### Traditionen der „Native Americans“
Die Cherokee benutzen Pflanzenauszüge als Analgetikum, indem sie einen Aufguss der Pflanze auf die schmerzende Stelle aufbringen oder in Kratzer an der schmerzenden Stelle reiben. Sie reiben auch die borstigen Blattkanten über rheumatische Stellen, benutzen die Blätter als Desinfektionsmittel von Wunden sowie Auszüge als Mittel gegen Ungeziefer und Krämpfe. Sie benutzen das Holz auch zum Schnitzen.
Die Hudson Bay Cree benutzen einen Trank aus den Blättern als Mittel gegen Durchfall, halten die Pflanze jedoch allgemein für giftig.
Die Mahuna halten die Pflanze für giftig, benutzen aber die Blätter als Futter für Hirsche und als Parfümstoffe.

## Giftigkeit
Alle Pflanzenteile sind giftig.
Berglorbeer ist giftig aufgrund von Grayanotoxin und Arbutin, für Pferde, Ziegen, Rinder und Hirsche sowie Affen und Menschen. Alle Pflanzenteile sowie Nahrungsmittel (Honig) aus Pflanzenteilen können zu Beschwerden des Verdauungstrakts führen. Glücklicherweise ist der entsprechende Honig ziemlich bitter. Für Bienen ist er ungiftig und kann als Winterfutter genutzt werden. Vergiftungserscheinungen machen sich etwa 6 Stunden nach der Aufnahme des Giftes bemerkbar. Symptome umfassen unregelmäßige Atmung, Appetitlosigkeit, Schluckbeschwerden, vermehrter Speichelfluss, Tränenfluss, Herzbeschwerden, Koordinationsschwierigkeiten, Depression, Übergeben, Durchfall, Schwäche und Krämpfe bis hin zur Lähmung und selten Koma und Tod. Obduktionen von Tieren, die an spoonwood poisoning verendeten, zeigen innere Blutungen.

## Berglorbeer in der Literatur
Calico Bush ist ein Roman von Rachel Field. Die Geschichte dreht sich um eine französische Waise, die auf einer Farm in Neuengland als Hausangestellte gehalten wird. Der Titel bezieht sich weiters auf eine Ballade, die in dem Buch erwähnt wird.